# Gare de Hirosaki-Higashikōmae
La gare de Hirosaki-Higashikōmae (弘前東高前駅, Hirosaki-Higashikōmae-eki) est une gare ferroviaire de la ville de Hirosaki, dans la préfecture d'Aomori au Japon. Elle est exploitée par la société Kōnan Railway et est desservie par la Ligne Kōnan.

## Situation ferroviaire
La gare de Hirosaki-Higashikōmae est située dans le sud-est de la ville de Hirosaki, au point kilométrique (PK) 0.9 de la ligne Kōnan.

## Histoire
La gare de Hirosaki-Higashikōmae est ouverte aux voyageurs le 7 septembre 1927. À son ouverture, l'endroit n'est qu'un simple arrêt appelé Matsumori-chō ; il devient une véritable gare le 18 mars 1929 et est renommé gare de Minami-Hirosaki le 17 juin de la même année.
Le 1er avril 1988 un nouveau nom est attribué à la gare : Higashi-Kōgyōkōmae, puis, le 1er avril 2005, gare de Hirosaki-Higashikōmae.

## Service des voyageurs

### Accueil
La station de Hirosaki-Higashikōmae ne dispose que d'un abri pour voyageurs.

### Desserte
La gare est desservie par des trains Kōnan Railway de la ligne Kōnan. Elle dispose d'un quai latéral et d'une seule voie.
| N° de voie | Ligne | Direction |
| ---------- | ----- | --------- |
| 1          | Kōnan | Hirosaki  |
| 1          | Kōnan | Kuroishi  |